# Riolago

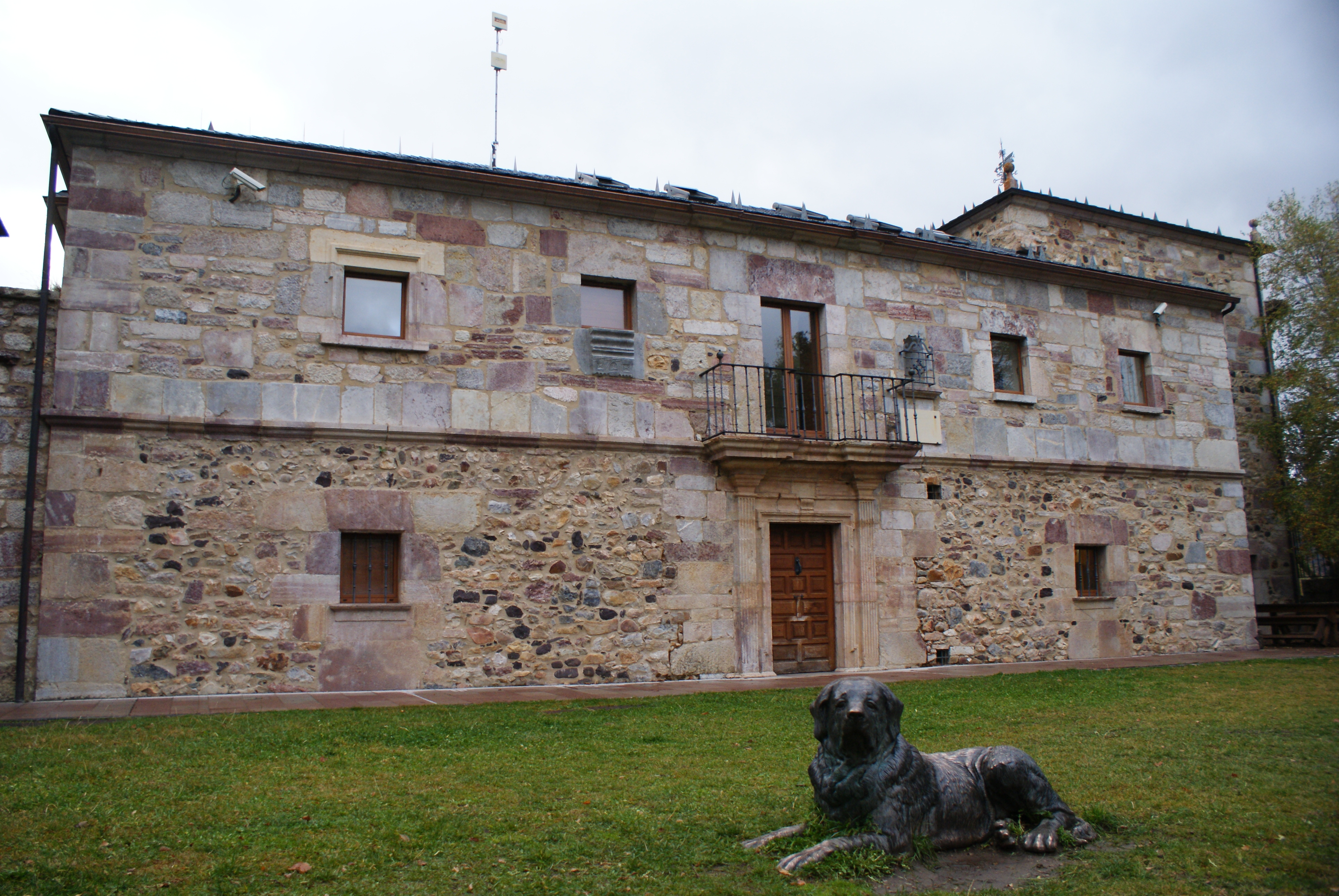
Vista de la casa del parque de Babia y Luna.

Riolago (Ruiḷḷáu en patsuezu) es un pequeño pueblo perteneciente al municipio de San Emiliano (antiguo Concejo de Babia de Abajo, o Babia de Yuso), en la provincia de León, al norte de España, está situado en la vertiente sur de la cordillera Cantábrica a unos 1.240 m s. n. m. De acuerdo al INE de 2021 cuenta con una población de 38 habitantes censados.

## Información general
Cuenta con varios edificios de interés, entre los que destaca el palacio de los Quiñones. Construido en el siglo XVI y reformado en sucesivas etapas, pasa por ser uno de los edificios de arquitectura civil más relevantes de la montaña occidental de León. Actualmente, aloja la Casa del parque natural de Babia y Luna. De la arquitectura religiosa se puede destacar la iglesia parroquial, consagrada a San Salvador, la Ermita del Cristo de la Puente y la Capilla de la Casa del Escribano.
Su nombre histórico fue Rioladelago, ya que su río tiene nacimiento en una laguna de origen glaciar llamada El Chao (el lago). Los valles de esta Entidad Local Menor están coronados por una cadena montañosa con picos de más de 2.000 metros de altura; Penouta, el Alto el Chao, La Cañada (conocido localmente como Fontarente o La Veiga la Muñeca), Rabinalto, la Peña L'Arena, Terreiros y la Braña Vieja.
Históricamente, fue un pueblo dedicado a la agricultura, cultivando cereales, legumbres y sobre todo patatas y además a la ganadería, albergando un número considerable de cabezas de todo tipo de ganado, para posteriormente ir abandonando totalmente la agricultura y dedicarse casi en exclusividad al ganado vacuno. Lo cierto es que en la actualidad y a consecuencia de las emigraciones, principalmente hacia la ciudad de León, apenas tres familias conservan y explotan ganado, predominando el vacuno, aunque también hay ganadería equina.
De acuerdo al censo del INE, residen 38 personas en la localidad, de las cuales unas 20 lo hacen durante todo el año, si bien, como en la mayoría de los pueblos del norte de España, dichas cifras aumentan significativamente durante los meses de verano.
Hay una panadería con más de 60 años de historia (abrió en 1961), en la que se produce pan de leña y variada repostería
Riolago ha tenido siempre un elevado grado de escolarización desde finales del siglo XIX.

## Historia

### SigloXIX
Así se describe a Riolago en la página 488 del tomo XIII del Diccionario geográfico-estadístico-histórico de España y sus posesiones de Ultramar, obra impulsada por Pascual Madoz a mediados del siglo XIX:

RIOLAGO

Lugar en la provincia de León, partido judicial de Murias de Paredes, diócesis de Oviedo, audiencia territorial y capitanía general de Valladolid, ayuntamiento de La Majúa.
Situado al pie de las cordilleras que dividen el concejo de Babia del de Omaña; su clima es frío, pero sano.
Tiene 40 casas; escuela de primeras letras; iglesia parroquial (San Salvador), servida por un cura de ingreso y patronato laical; una ermita (el Santo Cristo), y buenas aguas potables.
Confina con Robledo, Huergas, Salce y Villasecino.
El terreno es de mediana calidad, aunque montuoso en su mayor parte, y lo fertilizan las aguas de un río que se forma con las de un gran lago que hay a 1 legua de la población.
Hay en sus montes algunas minas de hierro, y el más selecto liquen que se conoce, con multitud de yerbas medicinales y cantáridas.
Es cartería subalterna de San Pedro de Luna, de donde se recibe la correspondencia por valijero dos veces a la semana.
Producciones: granos, legumbres, y muy buenos pastos para el ganado que cría, que es lo que constituye una parte principal de su riqueza.
Población: 34 vecinos, 120 almas.

Contribución: con el ayuntamiento.